# Grup resoluble
En matemàtiques un grup resoluble és un grup que es pot construir a través d'extensions des de grups abelians. La importància històrica i el nom d'aquest tipus de grups prové de la teoria de Galois, que pot demostrar que una equació polinòmica és resoluble per radicals si i només si el seu grup de Galois és un grup resoluble.

## Definició
Un grup G es diu resoluble si existeix una família G0, ..., Gn de subgrups de G tals que
{\displaystyle \{e\}=G_{0}\subseteq G_{1}\subseteq \ldots \subseteq G_{n-1}\subseteq G_{n}=G,}
on cada Gi és un subgrup normal del Gi+1 i el grup quocient {\displaystyle G_{i+1}/G_{i}} és un grup abelià, per a cada i dins de { 1, ..., n−1}.
En resum, un grup és resoluble si té una cadena subnormal finita amb quocients abelians.

## Exemples
- Tots els grups abelians són òbviament resolubles.
- Els grups simètric Sn i alternat An només són resolubles quan {\displaystyle n\leq 4}. Això provoca que les equacions polinòmiques de grau cinc o superior no tinguin una fórmula que doni la solució general usant només funcions aritmètiques i radicals.
- El grup de matrius n×n triangulars superiors en un cos K, {\displaystyle T_{n}(K)=\{A=(a_{ij})|a_{ij}\in K,\det A\neq 0,a_{ij}=0{\text{ si }}i>j\}} és resoluble.
- Tots els grups nilpotents són resolubles. En particular, els p-grups finits són resolubles.
- Tots els grups simples no abelians són no-resolubles.
- Tot grup amb menys de seixanta (60) elements és resoluble.
- El famós Teorema de Feit-Thompson enuncia que cada grup finit d'ordre senar és resoluble. En particular això implica que si un grup finit és simple llavors o bé és cíclic d'ordre primer o bé té ordre parell.

## Propietats
La resolubilitat d'un grup està tancada sota certes operacions:
- Tot subgrup d'un grup resoluble és resoluble.
- Si G és resoluble, i hi ha un homomorfisme exhaustiu de G a H, aleshores H és resoluble. Equivalentment (pel teorema d'isomorfia), si G és resoluble i N n'és un subgrup normal, llavors G/N és resoluble.
- De fet, G és resoluble si i només si tant N com G/N són resolubles.
- Si G i H són grups resolubles, el seu producte directe G × H també és resoluble.
- Si H i G/H són resolubles llavors G també ho és. En particular, si N i H són resolubles, el seu producte semidirecte és resoluble.